# Vevey Riviera Basket
Vevey Riviera Basket is een Zwitserse basketbalclub uit Vevey opgericht in 1952.

## Geschiedenis
De club werd opgericht in 1952 als Vevey Basket. Ze kenden hun grootste successen in de jaren 1980 en begin 1990. Ze werden toen tweemaal landskampioen en wonnen driemaal de beker van Zwitserland. In 1998 fusioneerde de club met Blonay Basket en veranderde zijn naam in Vevey Riviera Basket. De club speelde van 2017 tot 2019 onder de naam Riviera Lakers maar keerde nadien terug naar Vevey Riviera Basket.

## Erelijst
- Zwitsers landskampioen: 1984, 1991
- Zwitserse basketbalbeker: 1983, 1984, 1985

## Coaches
| Jaar      | Coach             |
| --------- | ----------------- |
| 2012-2016 | Antoine Mantey    |
| 2016-2017 | Paolo Povia       |
| 2017-2018 | Dragan Andrejević |
| 2018-2019 | Vladimir Ružičić  |
| 2019-2020 | Nikša Bavčević    |
| 2021-2023 | Nikša Bavčević    |
| 2023-     | Ivan Beram        |

## Bekende (oud-)spelers
| - Steve Harris - Raijon Kelly |